# Łask
Łask is een stad in het Poolse woiwodschap Łódź, gelegen in de powiat Łaski. De oppervlakte bedraagt 15,33 km², het inwonertal 18.029 (2013).
Nabij de stad ligt een basis van de Poolse luchtmacht die er met F-16-gevechtsvliegtuigen opereert.

## Verkeer en vervoer
- Station Łask
- Station Kolumna

Łask ligt in de agglomeratie van Łódź.

## Geboren
- Johannes a Lasco (1499 - 1560), theoloog en hervormer
- Michał Bryl (1994), beachvolleyballer

1. ↑  Size and structure of population and vital statistics in Poland by territorial division in 2013